# Starsailor
Starsailor är en brittisk indierockgrupp som bildades i Lancashire i England 2000 av de två barndomsvännerna James Stelfox (basgitarr) och Ben Byrne (trummor) tillsammans med James Walsh (sång och gitarr) och Barry Westhead (keyboard).
Namnet har man tagit ifrån en skiva av Tim Buckley, en artist som bandet också ofta, tillsammans med Jeff Buckley, Van Morrison och Neil Young, nämner som en av sina influenser.

## Biografi
James Stelfox och Ben Byrne spelade tidigare tillsammans i ett annat band när de gick i College men när deras dåvarande sångare ej dök upp till en repetition med bandet erbjöd sig istället James Walsh att ställa upp och sjunga. Detta var den första inkarnationen av Starsailor som band. Bandet använde sig i början av flera olika gitarrister men fick aldrig riktigt till sitt sound, till en dag i början av 2000 när de träffade på Barry Westhead (som spelar keyboard) och allt klickade. 
Sin första spelning gjorde man i april 2000 på en klubb i London och efter några månader med klubbspelningar och med ett väldigt gott rykte om sig som liveband i olika musikkretsar skrev man bara några månader senare på ett kontrakt med EMI.
En del i bandets tidiga framgång med debutalbumet Love Is Here har man musiktidningen NME att tacka för då dessa inte bara utsåg bandet till sitt "2001 års hopp" utan också tog med dem som sin huvudattraktion på en landsomfattande turné i januari 2001. 
Innan första albumet släppte man EP:n Fever och också de två singlarna "Good Souls" och "Alcoholic". Under 2002 släpptes även live-DVD:n Love Is Here som spelades in på The Forum i London och i huvudsak innehöll låtar från debutalbumet.
Deras låt "Way to Fall" spelas under eftertexterna i spelet Metal Gear Solid 3: Snake Eater.

## Diskografi
Album
- 2001 – Love Is Here
- 2003 – Silence Is Easy
- 2005 – On the Outside
- 2009 – All the Plans
- 2017 – All This Life

EP
- 2008 – Boy in Waiting

Singlar. (Topp 40 på UK Singles Chart)
- 2001 – "Fever" (#18)
- 2001 – "Good Souls" (#12)
- 2001 – "Alcoholic" (#10)
- 2001 – "Lullaby" (#36)
- 2002 – "Poor Misguided Fool" (#23)
- 2003 – "Silence Is Easy" (#9)
- 2003 – "Born Again" (#40)
- 2004 – "Four to the Floor" (#24)
- 2005 – "In the Crossfire" (#22)
- 2006 – "This Time" (#24)